# Marion Lepert
Marion Lepert (La Tronche, 18 settembre 1995) è una velista statunitense, che ha rappresentato gli Stati Uniti ai Giochi olimpici di Rio de Janeiro 2016 nella classe RS:X.